# Alexandre Revva
Alexandre Vladimirovitch Revva (en russe : Александр Владимирович Ревва), né le 10 septembre 1974 à Donetsk, en RSS d'Ukraine, est un show-man, comédien, animateur et chanteur russe. Il a fait partie de la troupe des Bronzés (en russe : Утомлённые солнцем) qui a remporté à plusieurs reprises le concours humoristique KVN, et est membre permanent du show «Comedy Club» diffusé sur la chaine TNT.

## Biographie
Alexandre Revva naît le 10 septembre 1974 à Donetsk. Selon ses propres déclarations, faites au cours de l'émission «Tant que tous sont à la maison» (en russe : «Пока все дома»), Revva n'est pas son véritable nom de famille. Ses ancêtres, originaires d'Estonie, s'appelaient Errva, et, émigrant en Ukraine, ont décidé de le changer en Revva. Enfant, les amis d'Alexandre l'appellent Riova-korova (en russe : Рёва-корова), littéralement «la vache qui mugit».
Sorti diplômé de l'École technique d'automatisation industrielle de Donetsk, il intègre ensuite l'Université d'État de Management, dans la même ville. Il travaille ensuite comme électricien dans une mine.
À partir de 1995, il est membre de l'équipe du DonGAOu (en russe : Донской Государственный Аграрный Университет, Université d'État agricole du Don) qui participe au show télévisé KVN, avant de rejoinde en 2000 l'équipe des Bronzés (en russe : Утомлённые солнцем) aux côtés, notamment, de l'humoriste d'origine arménienne Mikhaïl Galoustian.
De 2006 à 2013, il est résident permanent du «Comedy club» russe. Il y retourne en 2015. Il a pour partenaires les humoristes Timour Batroutdinov, Garik Martirossian, Pavel Volia, ou encore Garik «Bulldog» Kharlamov, et il lui arrive également d'interpréter ses sketchs seul.
Sous le pseudonyme d'Arthur Pirojkov, il présente avec son ami Andreï Rojkov le télé-crochet humoristique «Tu es hilarant!» (en russe : «Ты смешной!») sur la chaine NTV.
Le 25 décembre 2010, il se lance dans un projet de restauration avec son ami Dmitri Orlinski, en ouvrant un restaurant sur deux étages dans un hôtel particulier près de la rue Tverskaïa, la « Spaghetteria ».
Du 3 mars au 26 mai 2013 il est membre du jury de l'émission d'imitation «Un pour un!» (en russe : «Один в один!») sur la première chaine russe Pervi Kanal. Et du 3 novembre 2013 au 26 janvier 2014 de l'émission «Répètes!» (en russe : «Повтори!») sur la même chaine.
Depuis 2014 il est producteur de la série d'animation «Kolobanga» (en russe : «Колобанга»), créée dans la ville d'Orsk (oblast d'Orenbourg). Le premier dessin animé est diffusé le 19 octobre 2015 sur la chaîne de télévision STS.
Dans le cadre de la célèbre émission ukrainienne de voyage «Pile ou Face» (en russe : «Орёл и решка»), il présente en décembre 2017 la ville de Budapest, accompagné de la chanteuse Svetlana Loboda.

## Famille
Le père d'Alexandre Revva, Vladimir Nikolaïevitch Revva, est titulaire d'une candidature ès sciences techniques, obtenue en 1984. Scientifique en mécanique appliquée, il a travaillé à l'Institut physico-technique de Donetsk, établissement de l'Académie des sciences de la RSS d'Ukraine, puis à l'Université technique nationale de Donetsk.
Sa mère, séparée de Vladimir Nikolaïevitch Revva, se nomme Lioubov Nikolaïevna Ratcheïeva, nom de son second époux.
Alexandre Revva a épousé Angelica en avril 2017. Le couple a deux filles, Alissa et Amélie.

## Filmographie
- 2008 : Le chahut (épisode 229) (en russe : Ералаш) : le robot-professeur (série télévisée)
- 2011 : Le chahut (épisode 248) : le psychologue
- 2011 : Les Xê-Men (en russe : Люди Хэ) (série télévisée)
- 2012 : Rjevski contre Napoléon (en russe : Ржевский против Наполеона) : un palefrenier
- 2013 : La Doublure (en russe : Дублёр)
- 2013 : Odnoklassniki.ru : cliquez sur le bouton de la réussite (en russe : Одноклассники.ru: НаCLICKай удачу) : un sans-abris
- 2013 : La Coupe magique de Rorrim en 3D (en russe : Волшебный кубок Роррима Бо 3D) : le jardinier
- 2013 : Zaïtsev+1 (en russe : Зайцев+1) : Sergueï Mavrodi (série télévisée)
- 2014 : Facile à s'en rappeler (en russe : Лёгок на помине) : le batelier Lionia
- 2014 : Sentiments mitigés (en russe : Смешанные чувства) : Phil
- 2015 : Pari sur l'amour (en russe : Ставка на любовь) : un joueur de poker
- 2015 : 3+3
- 2016 : Les super mauvais (en russe : Суперплохие) : oncle Vitia
- 2017 : Iana+Ianko (en russe : Яна+Янко) : Evgueni
- 2017 : Une grand-mère aux mœurs légères (en russe : Бабушка лёгкого поведения) : Sania «Transformer» / Alexandra Pavlovna Fichman
- 2018 : Personnel navigant (en russe : Улётный экипаж) : Arthur (série télévisée)
- 2018 : Zomboïachtchik (en russe : Zомбоящик) : le clown Kliopa, l'homme qui appelle Dieu, un savant hérétique, un djinn
- 2019 : Une grand-mère aux mœurs légères 2. Les vengeurs âgés (en russe : Бабушка лёгкого поведения. Престарелые Мстители) : Sania «Transformer» / Alexandra Pavlovna Fichman

### Producteur
- 2010 : La Fleur du diable (en russe : Цветок дьявола)

### Doublage
- 2008 : Horton : Vlad
- 2009 : Monstres contre Aliens : Dr. Cafard
- 2009 : B.O.B.'s Big Break : Dr. Cafard
- 2011 : Gnoméo et Juliette : Faon
- 2014 : La Grande Aventure Lego : président Business / lord Business
- 2014 : Mune : Le Gardien de la Lune : Sohone
- 2016 : Angry Birds, le film : l'aigle vaillant[8]
- 2017 : Lego Batman, le film : Joker

### Voix originelle de films d'animation
- 2008 : Le conte de l'archer Fedot, brave garçon (en russe : Про Федота-стрельца, удалого молодца) : Baba Yaga
- 2008 : Les Aventures d'Alionouchka et Erioma (en russe : Приключения Алёнушки и Ерёмы) : le Gouverneur, un cheval, un hérisson
- 2009 : Les Nouvelles aventures d'Alionouchka et Erioma (en russe : Новые приключения Алёнушки и Ерёмы) : le Gouverneur, un hérisson
- 2014 : Le Club des perroquets (en russe : Попугай Club) : Tchaïkine
- 2017 : Kolobanga. Salut Internet! (en russe : Колобанга. Привет, Интернет!) : une grand-mère

## Discographie

### Album
- 2015 : L'Amour (en russe : Любовь)

### Singles
- 2016 : Je me souviendrai (en russe : Я буду помнить)
- 2016 : #CommeCelentano (en russe : #КакЧелентано)
- 2017 : Soit l'amour (en russe : Либо любовь)
- 2018 : Chika (en russe : Чика)
- 2018 : Je ne suis pas Andreï (en russe : Я не Андрей)
- 2018 : Je me suis emmêlé (en russe : Запутался)
- 2018 : Ma déesse (en russe : Моя богиня), feat. Doni
- 2019 : Attachée (en russe : Зацепила)

### Clips
- 2008 : Paradise (en russe : Пэрэдайз)
- 2010 : Révolution (en russe : Революция), avec le groupe Quest Pistols
- 2011 : Pleure, bébé (en russe : Плачь, детка)
- 2012 : Je ne sais pas danser (en russe : Я не умею танцевать)
- 2012 : Belle chanson (en russe : Красивая песня)
- 2013 : Je suis une étoile (en russe : Я — Звезда)
- 2014 : Luna (feat. Vera Brejneva)
- 2014 : Ne pleure pas, jeune fille (en russe : Не плачь, девчонка)
- 2015 : L'Amour (en russe : Любовь)
- 2015 : L'été à la volée (en russe : На лету лето)
- 2016 : Je me souviendrai (en russe : Я буду помнить)
- 2016 : Le Magicien (en russe : Мага), avec Timati
- 2016 : #CommeCelentano (en russe : #КакЧелентано), avec Ornella Muti
- 2017 : Soit l'amour (en russe : Либо любовь) (dans le clip apparaissent Pavel Derevianko, Nadejda Angarskaïa et Alla Mikheïeva)
- 2018 : Je ne suis pas Andreï (en russe : Я Не Андрей)
- 2018 : Chika (en russe : Чика)
- 2018 : Je me suis emmêlé (en russe : Запутался)
- 2019 : Ma déesse (en russe : Моя богиня), feat. Doni
- 2019 : Attachée (en russe : Зацепила)

## Divers
Alexandre Revva participe en mai 2018 au spot publicitaire de la compagnie téléphonique Beeline (la vidéo Des Gigabytes par pas effectués! (en russe : Гиги за шаги!) devient virale l'été de la même année).
Le 7 septembre 2018 il participe avec Nikolaï Baskov à la «Ligue des mauvaises blagues» (en russe : «Лиге плохих шуток»).